# Losartan
Il  losartan potassico  è un sartano di indicazione specifica contro l'ipertensione arteriosa e l'insufficienza cardiaca. Nomi commerciali in Italia: Lortaan (MSD); Losaprex (Sigma-tau); Neolotan (Neopharmed).

## Indicazioni
Viene utilizzato come medicinale contro l'ipertensione arteriosa, ed in cardiologia contro l'insufficienza cardiaca (scompenso cardiaco).

## Avvertenze
Angioedema: il rischio di angioedema con i sartani è minore rispetto a quello riscontrato con gli ACE-inibitori, ma aumenta nei pazienti in cui si è verificato angioedema da ACE-inibitori.

## Controindicazioni
Gravidanza; durante l'allattamento ed in età pediatrica

## Dosaggi
- Ipertensione: 50–100 mg/die
- Insufficienza cardiaca: iniziare con 12,5 mg/die (dose abituale 50 mg/die)

## Farmacodinamica
I sartani sono antagonisti dei recettori dell'angiotensina II ed impediscono l'interazione tra tale forma di angiotensina e i recettori tissutali denominati AT1 (e anche AT2).
Il blocco dell'AT1 produce effetti simili agli ace-inibitori senza l'insorgenza dell'effetto collaterale più diffuso (la tosse)

## Effetti indesiderati
Alcuni degli effetti indesiderati sono artralgia, cefalea, mialgia, astenia, vertigini, nausea, anemia, vomito, febbre, epatite, trombocitopenia, affaticamento, orticaria, rash.